# Bastos (fotbollsspelare)
Bartolomeu Jacinto Quissanga, mer känd som Bastos, född 23 november 1991, är en angolansk fotbollsspelare som spelar för saudiska Al-Ahli.

## Klubbkarriär
Den 17 augusti 2016 värvades Bastos av Lazio. Den 22 oktober 2020 värvades han av saudiska Al-Ain. Den 5 augusti 2021 återvände Bastos till ryska Rostov på låneavtal över säsongen 2021/2022.
Den 8 september 2022 värvades Bastos av Al-Ahli i saudiska andradivisionen.

## Landslagskarriär
Bastos debuterade för Angolas landslag den 10 augusti 2011 i en 0–0-match mot Liberia, där han blev inbytt på övertid mot Marco Airosa.